# Pueblo nara
El pueblo nara, también llamado baria habita al norte del río Gash y de Barentu, en la región central de Eritrea.  Hablan nara, un idioma de la familia nilótica. Son mayoritariamente musulmanes sunnitas. Viven de la agricultura y el pastoreo. Poseen plantaciones de tabaco, linaza, sésamo y chat (Catha edulis), una planta estimulante. Tienen una población estimada de 56.000 personas.
Son originarios del valle del Nilo desde donde emigraron a sus actuales asentamientos en el siglo I. Inscripciones del siglo IV y un relato de viajes del siglo IX menciona a los nara en los límites del reino de Alwa, en el valle del Nilo. Se los considera parte de las etnias que trajeron la agricultura a la costa de África oriental. Durante décadas fueron atacados por grupos esclavistas. De hecho, su nombre significa literalmente “esclavo” en amhárico.

## Idioma
El idioma nara pertenece a la rama del este de Sudán de la familia de lenguas nilo-saharianas. Existe una variación considerable de dialectos, que reciben los nombres de barea; barya; nialético; pokau y rer. También utilizan la lengua tigriña.

## Economía
La agricultura acapara los mayores esfuerzos en materia económica, aunque también hay personas dedicadas al tejido, el comercio la caza y cría de animales como complemento. Sus cultivos principales incluyen sorgo (el alimento básico universal), trigo, cebada, mijo, legumbres, verduras, frutas, sésamo, linaza, tabaco y el estimulante conocido como kat o chat. La recolección de productos forestales proporciona enredaderas para sogas y cestas, así como madera para taburetes. Los hombres se encargan de la caza, el pastoreo y el ordeño; pero tanto hombres como mujeres participan en el trabajo agrícola. Los excedentes de cultivos y artesanías tejidas se intercambian por otros artículos, como especias, hierro y trabajos de hierro, joyas y ropa.

## Costumbres
Practican la poligamia. La dote que se paga por la novia generalmente implica ganado más algunos objetos de valor. Cada núcleo familiar ocupa un complejo donde cada mujer casada tiene su propia vivienda. Las construcciones son redondas levantadas con un tejido de varillas y ramas recubiertas de arcilla. Los techos de paja cónicos se extienden hasta el suelo, dando a la cabaña un efecto de colmena. Las viviendas suelen tener dos entradas. Por lo general, se agrupan en sitios alejados de los senderos principales y en áreas que pueden defenderse fácilmente de posibles atacantes. (Joshua)
Las mujeres nara suelen ir sin velo, gozan de una libertad considerable y son tratadas con respeto. Los hombres suelen usar piezas de tela de colores brillantes que son similares a togas. La mayoría de los hombres también usan turbantes. Fuman tabaco y, hasta cierto punto, mascan el estimulante kat. Beben licor.